# STS-51-I
STS-51-I foi uma missão do ônibus espacial Discovery, lançada em 27 de agosto de 1985, que colocou três satélites de comunicações em órbita.

## Tripulação
| Posição                  | Astronautas      |
| ------------------------ | ---------------- |
| Comandante               | Joe Engle        |
| Piloto                   | Richard Covey    |
| Especialista de missão 1 | James van Hoften |
| Especialista de missão 2 | John Lounge      |
| Especialista de missão 3 | William Fisher   |

### Caminhadas no espaço
- Fisher e van Hoften  - EVA 1[1][2][3]
- Começo do EVA 1: 31 de Agosto de 1985
- Fim do EVA 1: 31 de Agosto de 1985
- Duração: 7 horas, 20 minutos

- Fisher e van Hoften  - EVA 2[1][2][3]
- Começo do EVA 2: 1 de Setembro de 1985
- Fim do EVA 2: 1 de Setembro de 1985
- Duração: 4 horas, 26 minutos

## Hora de acordar
- 2° Dia: Every Little Thing, da banda The Beatles.
- 3° Dia: Hotel Calamaro, de Andrés Calamaro (terceira música não-inglesa no espaço.)
- 4° Dia: Que Triste Es Volver A Empezar, de Gloria Estefan (quarta música não-inglesa no espaço.)
- 5° Dia: Money Changes Everything, de Cyndi Lauper.
- 6° Dia: Where Do the Children Play?, de Cat Stevens.
- 7° Dia: You better fly away Clarinet Summit, de Theo Jörgensmann (quinta música não-inglesa no espaço.)

## Missão
O Discovery voou na vigésima missão de um ônibus espacial com seu lançamento às 6:58 a.m. EDT de 27 de agosto de 1985. Duas tentativas de lançamento mais recentes, uma em 24 de agosto e outra em 25 de agosto foram canceladas devido ao mal tempo e também o computador de órbita de backup apresentou uma falha e teve que ser substituído. O lançamento bem-sucedido em 27 de agosto ocorreu pouco antes de uma tempestade ter atingido a área de lançamento.
O grupo de cinco astronautas incluía Joe Engle como comandante; Richard Covey como piloto e os três especialistas da missão, James van Hoften, John Lounge e William Fisher. A sua missão primária era lançar três satélites de comunicação e reparar o IV-3 que havia sido lançado durante a missão STS-51-D em Abril de 1985 e entrou em mal-funcionamento. Em adição, um experimento com processamento de materiais foi realizado.
Os três satélites de comunicação incluíam o Aussat A1, um satélite de multiplo-propósito da Austrália; o ASC-1, posse e operado pela American Satellite Corporation ; e o IV-4 (também conhecido por Leasat 4) alugado ao Departamento de Defesa dos Estados Unidos pelo seu construtor, a Hughes Co. Ambos Aussat A1 e ASC-1 foram lançados no dia do lançamento, 27 de Agosto. O IV-4, foi lançado dois dias depois. Todos os três atingiram suas órbitas geossíncronas próprias e se tornaram operacionais.
No quarto dia os astronautas falaram ao vivo via-radioamador para uma escola em Youngstown, no estado americano de Ohio.
No quinto dia da missão, os astronautas Fisher e van Hoften começaram os serviços de reparo do IV-3 seguindo uma manobra de acoplamento bem sucedida com o Discovery. O trabalho se tornou mais demorado devido a um problema com a junta do cotovelo do RMS. Após uma segunda EVA por Fisher e van Hoften, a alavanca foi consertada, permitindo comandos do controle em terra para ativar os sistemas da nave espacial e eventualmente envia-la para sua órbita geossíncrona correta. O EVA durou 11 horas e 27 minutos.
A aterrissagem ocorreu na Runway 23 no Edwards AFB às 6:16 a.m. PDT em 3 de Setembro. O voo durou 7 dias, 2 horas, 18 minutos e 42 segundos, completando 111 órbitas ao redor da Terra.

## Galeria

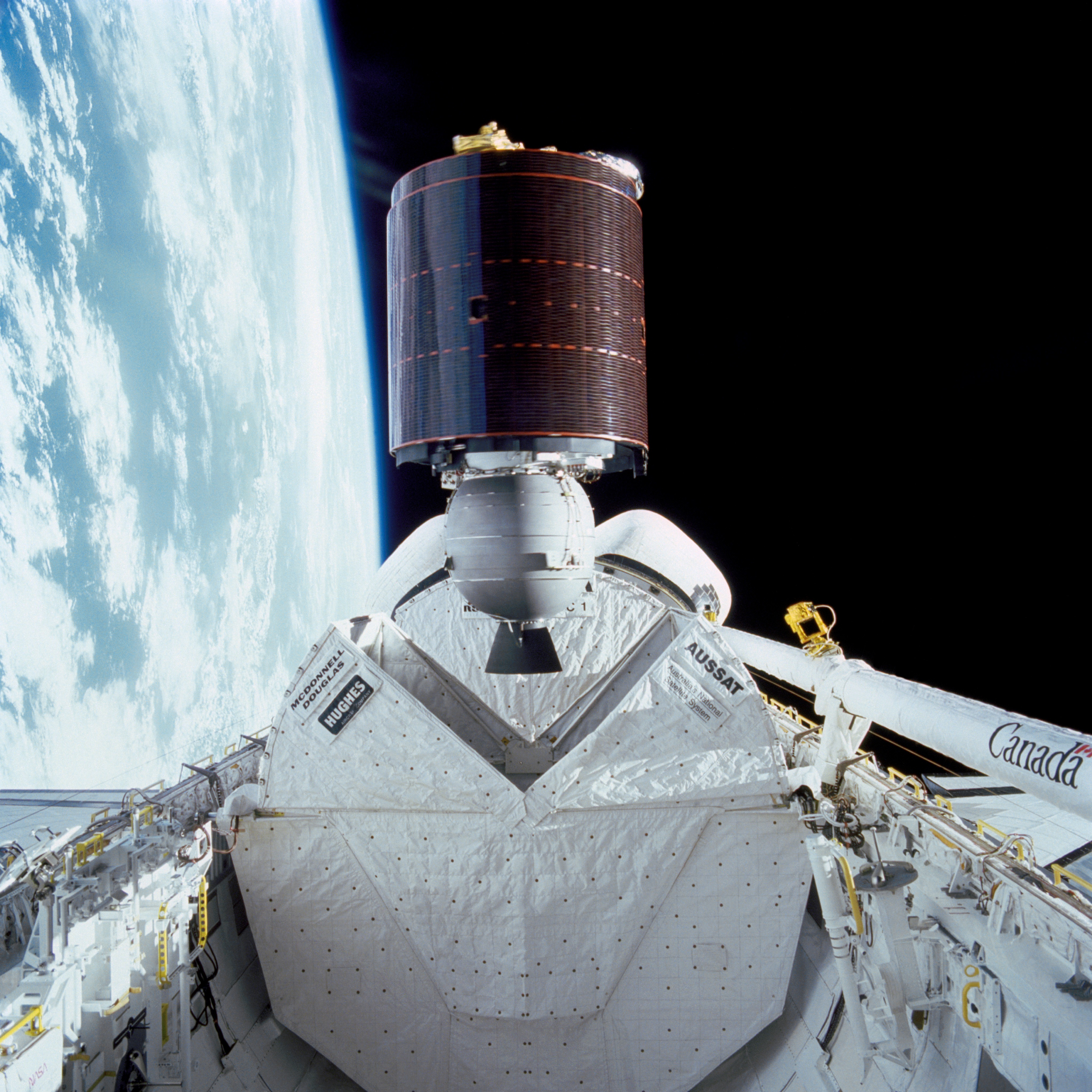
Lançamento do Aussat 1
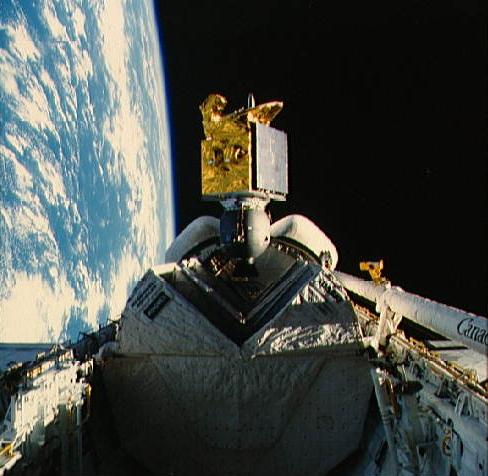
Lançamento do ASC-1
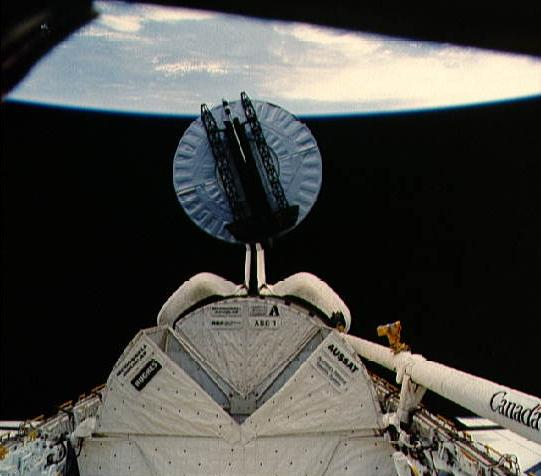
Lançamento do Syncom IV-4